# Conde de Vilas Boas
Conde de Vilas Boas é um título nobiliárquico criado por D. Carlos I de Portugal, por Decreto de 20 de Maio de 1907, em favor de Fernando de Magalhães e Meneses, 3.º Barão de Vilalva de Guimarães.
Titulares
1. Fernando de Magalhães e Meneses, 1.° Conde de Vilas Boas, 3.º Barão de Vilalva de Guimarães.

Após a Implantação da República Portuguesa, e com o fim do sistema nobiliárquico, usaram o título: 
1. Fernando de Magalhães e Meneses Forjaz, 2.° Conde de Vilas Boas;
2. José de Magalhães e Meneses Forjaz, 3.° Conde de Vilas Boas;
3. José Francisco Cunha de Magalhães e Meneses, 4.º Conde de Vilas Boas, 4.º Barão de Vilalva de Guimarães.